# Sain-Bel
Sain-Bel es una comuna francesa situada en el departamento de Ródano, de la región de Auvernia-Ródano-Alpes.

## Demografía
| 1 851 | 1 798 | 1 605 | 1 761 | 1 892 | 1 919 | 2 148 | 2 309 |
| Para los censos de 1962 a 1999 la población legal corresponde a la población sin duplicidades (Fuente: INSEE [Consultar]) |       |       |       |       |       |       |       |